# Distrikt San Juan de Miraflores
Der Distrikt San Juan de Miraflores ist einer der 43 Stadtbezirke der Region Lima Metropolitana in Peru. Er umfasst eine Fläche von 23,98 km². Beim Zensus 2017 wurden 355.219 Einwohner gezählt. Im Jahr 1993 lag die Einwohnerzahl bei 283.349, im Jahr 2007 bei 362.643.
Der Distrikt ist in 6 Zonen gegliedert: Pamplona Alta, Pamplona Baja, Zona Urbana, María Auxiliadora, Pampas de San Juan und Panamericana Sur.

## Geographische Lage
Der Distrikt San Juan de Miraflores liegt 15 km südsüdöstlich vom Stadtzentrum von Lima auf einer Höhe von etwa 140 m. Der Distrikt hat eine Längsausdehnung in SSW-NNO-Richtung von 9,2 km sowie eine maximale Breite von 4,5 km. Die Nationalstraße 1S (Panamericana) durchquert den äußersten Westen des Distrikts in südlicher Richtung. Der Distrikt San Juan de Miraflores grenzt im Westen an den Distrikt Santiago de Surco, im Norden an den Distrikt La Molina, im Osten an den Distrikt Villa María del Triunfo sowie im Süden an die Distrikte Villa El Salvador und Chorrillos.

## Geschichte
Die Siedlungen im Gebiet des heutigen Distriktes entstanden durch Landbesetzungen (span.: invasiones). Die erste Landbesetzung war die der heutigen Ciudad de Dios (Stadt Gottes), sie erfolgte am Vorabend des Weihnachtsfestes 1954 und wurde deshalb so benannt. Aus den Landbesetzungen entwickelten sich Pueblos jóvenes.  Am 12. Januar 1965 wurde der Distrikt gegründet.